# Orla Bang
Orla Bang (født 27. september 1938) er en tidligere dansk atlet. Han var medlem af Esbjerg AF.
Orla Bang vandt otte danske mesterskaber i hammerkast og et i vægtkast. Han var under en perioden 1962-1970 innehaver af den danske rekord i hammerkast og var den første dansker over 60 meter. Han fik Årets Idrætspris i Esbjerg 1963 og 1967.
Orla Bangs søn Jon Bang vandt det danske mesterskab i hammerkast 1987.

## Danske mesterskaber
- Sølv 1971 Hammerkast 55,29
- Sølv 1970 Hammerkast 56,08
- Bronze 1970 Vægtkast 16,55
- Guld 1969 Hammerkast 59,37
- Guld 1969 Vægtkast 17,84
- Sølv 1968 Hammerkast 55,66
- Guld 1967 Hammerkast 59,31
- Sølv 1967 Vægtkast 17,27
- Guld 1966 Hammerkast 56,85
- Sølv 1966 Vægtkast 17,43
- Guld 1965 Hammerkast 57,53
- Sølv 1965 Vægtkast 17,30
- Guld 1964 Hammerkast 58,12
- Sølv 1964 Vægtkast 16,71
- Guld 1963 Hammerkast 55,50
- Sølv 1963 Vægtkast 17,96
- Guld 1962 Hammerkast 58,78
- Guld 1960 Hammerkast 56,20
- Bronze 1958 Hammerkast 49,55

## Personlige rekord
- Hammerkast: 60,70 1969
- Vægtkast: 17,96 1963
- Kuglestød: 12,32 1962
- Diskoskast: 39,51 1961
- Kastefemkamp:(52,31-10,51-34,53-14,65-30,27) 3.016p 1981

## Danske rekorder
- Hammerkast: 58.91 1962
- Hammerkast: 58.97 1963
- Hammerkast: 59.40 1964
- Hammerkast: 60.70 1969